# Chalky Island (Neuseeland)
Chalky Island ist eine Insel im Südwesten der Südinsel von Neuseeland und Teil des Fiordland-Nationalparks.

## Geographie
Die 475 Hektar große Insel liegt am Eingang zum Chalky Inlet an der Südwestspitze der Südinsel, 10 km nordwestlich von Puysegur Point, 15 km südöstlich von West Cape und 140 km westlich von Invercargill. Im Osten der Insel verläuft der Meeresarm Eastern Passage und im Westen die Western Passage des Chalky Inlet. Im Norden wird die Insel durch die weniger als 100 m breite Bad Passage von der Hauptinsel der beiden Passage Islands getrennt. Vom nächstgelegenen Ufer des Festlandes ist sie 2750 m entfernt. Die höchste Erhebung misst 149 m.

## Geschichte
Die Insel wurde zuerst 1773 von James Cook kartografiert und war im späten 18. Jahrhundert und frühen 19. Jahrhundert eine Basis für Robbenjäger, woran die Sealers Bay („Robbenfängerbucht“) im Norden erinnert.

## Natur
Durch das Department of Conservation wurden 1990 alle Raubtiere auf der Insel ausgerottet und später als Vogelschutzgebiet ausgewiesen. Das Schutzgebiet gehört mit einem anderen zu den zwei bedeutendsten von vier Schutzgebieten für den flugunfähigen Papagei Kakapo.
Außerdem wurde 2010 die südliche Unterart des Langbeinschnäppers (Petroica australis australis) von Breaksea Island auf der Insel neu angesiedelt.
Ebenso leben auf der Insel Gelbköpfchen, Sattelvogel, Zwergkiwi und Springsittich.